# Myrtle Bothma
Myrtle Lynette Bothma (* 18. Februar 1964 in East London) ist eine ehemalige südafrikanische Leichtathletin, die sich auf den Hürdenlauf spezialisiert hat. In den 90er Jahren gewann sie mehrere Medaillen bei kontinentalen Meisterschaften.

## Sportliche Laufbahn
Erste internationale Erfahrungen sammelte Myrtle Bothma, die 1986 mit 53,74 s einen südafrikanischen Landesrekord im 400-Meter-Hürdenlauf aufstellte, vermutlich bei den Leichtathletik-Afrikameisterschaften 1992 in Belle Vue Maurel, bei denen sie in 56,02 s die Goldmedaille über 400 m Hürden gewann. Zudem gewann sie mit der südafrikanischen 4-mal-400-Meter-Staffel in 3:36,19 min gemeinsam mit Marcel Winkler, Madele Naude und Lana Uys die Silbermedaille hinter dem nigerianischen Team. Anschließend nahm sie an den Olympischen Sommerspielen in Barcelona teil und kam dort im Finale nicht ins Ziel. Sie setzte ihre Karriere mindestens bis 1996 fort, nahm aber an keinen weiteren Meisterschaften teil.

## Persönliche Bestzeiten
- 200 Meter: 22,83 s, 16. November 1988 in Sasolburg
- 400 Meter: 50,12 s, 11. April 1986 in Germiston
- 400 m Hürden: 53,74 s, 18. April 1986 in Johannesburg (südafrikanischer Rekord)